# Cecil Boden Kloss
Cecil Boden Kloss (Warwickshire, 1877 - Anglaterra, 1949) fou un ornitolèg i zoòleg anglès. El 1903 va fer una expedició a les illes Andaman i Nicobar, que es troben entre l'Índia i l'Àsia Sud-oriental.
El 1908 va ser nomenat col·leccionista dels Museums of the Strait Settlements and Malay Federated States a Kuala Lumpur, on va treballar sota la direcció de Herbert Christopher Robinson, conservador en cap de la col·lecció ornitològica. Entre el 1923 i el 1932 va ser director del museu (avui en dia conegut com a Museu Nacional de Singapur). Després de la seva jubilació va tornar a Anglaterra.